# Jožica Avbelj
Jožica Avbelj, slovenska gledališka in filmska igralka, * 15. november 1951, Postojna.

## Življenje in delo
Diplomirala je na ljubljanski Akademiji za gledališče, radio, film in televizijo. Že med študijem je sodelovala v gledališču Glej, kjer je največ nastopala v predstavi Bojana Štiha Spomenik G in s samosvojimi izraznimi sredstvi (krhkost, ranljivost, hlastna prerazdraženost) postala izrazita predstavnica novega vala igralskega rodu. Leta 1975 je postala članica ansambla Mestnega gledališča v Ljubljani; tu je odigrala nekaj vidnejših vlog: Bogomila (Dominik Smole, Krst pri Savici), Nina (Ivan Cankar, Kralj na Betajnovi), Mati (Friedrich Schiller, Spletkarstvo in ljubezen), Ismena (Dominik Smole, Antigona), Ofelija (William Shakespeare, Hamlet), Spika (Stanisław Ignacy Witkiewicz, Oni).  Nastopala je tudi v slovenskih filmih: Let mrtve ptice (Živojin Pavlović, 1973), Nasvidenje v naslednji vojni (Živojin Pavlović, 1980), Leta odločitve (Boštjan Vrhovec, 1984), Ljubezen nam je vsem v pogubo (Jože Gale, 1987), Slepa pega (Hana A. W. Slak, 2002). Za umetniško delovanje je prejela več nagrad.

## Nagrade in priznanja
- Župančičeva nagrada (1981)
- nagrada Prešernovega sklada (1985)
- nagrada za igro na Borštnikovem srečanju (1997)
- Borštnikov prstan (2001)
- nagrada Marija Vera za življenjsko delo (2022)
- nagrada Bert (2024)